# Bazilika svetega Jurija, Praški grad
Bazilika svetega Jurija (češko Bazilika Sv. Jiří) je najstarejša ohranjena cerkvena zgradba na praškem gradu, Praga, Češka. Zgradil jo je Vratislav I. leta 920. Posvečena je bila svetemu Juriju.
Bazilika je bila leta 973 precej razširjena z dodatkom benediktinskega samostana svetega Jurija. Obnovljena je bila po velikem požaru leta 1142. Baročna fasada je iz poznega 17. stoletja. Kapela je posvečena Ljudmili Češki, je v gotskem slogu in ima grobnico svetnice. V baziliki sta tudi grobnici Vratislava in Boleslava II. Češkega. Opatinja te skupnosti je imela pravico kronati češko kraljico.
Stavba je zdaj del Narodne galerije v Pragi in hrani češko zbirko umetnosti 19. stoletja. Uporablja se tudi kot koncertna dvorana. 

## Zgodovina
Vratislav I. je cerkev ustanovil okrog leta 920 kot drugo cerkev v nekdanjem območju Prage in je tam tudi pokopan. Posvečena je bila leta 925 v počastitev predaje relikvije svete Ljudmile iz Tetina. Boleslav I. Češki je bil kronan v Rimu leta 973 in je ustanovitelj praške škofije v bližini bazilike svetega Vida, medtem ko je ustanovil benediktinski samostan, katerega prva opatinja je postala njegova hči Mlada Přemysl. Njen brat,  princ Boleslav II., je bil tudi pokopan tukaj.
Cerkev in samostan sta bila požgana, ko je Prago oblegal Konrad Znojemski leta 1142 in ju je obnovila opatinja Berta. Druga obnova je bila, ko je bila opatinja Anežka Přemysl, ki je dogradila kapelo svete Ljudmile južno od prezbiterija poleg bazilike. Ob izumrtju Přemyslidov in nastopom Luksemburžanov je bila opatinja Kunigunda Přemysl. V 14. stoletju je nastala gotska rekonstrukcija bazilike in samostana, kar je verjetno povezano z bronastim kipom svetega Jurija.
Samostan je bil uničen med husitskimi vojnami. Po vrnitvi Sigismunda Luksemburškega so ga benediktinke spet obnovile. Na začetku 16. stoletja je bil zgrajen nov južni portal. V požaru leta 1541 je bazilika ponovno zgorela. Na novo so pozidali obok in stolpe.
V drugi polovici 17. stoletja je bazilika dobila sodobno zahodno baročno fasado, dodano leta 1722, še eno novo kapelo sv. Janeza Nepomuka. Nato so jo le še malo spreminjali.
V letih 1897–1908 je bila obnovljena srednjeveška, puristična notranjost in odstranjena večina poznejših elementov.

## Opis
Razen nekaterih elementov fasade in notranjosti cerkve skriva svojo romansko podobo, ki je nastala po požaru praškega gradu leta 1142. Cerkev je triladijska bazilika z dvema stolpoma v fasadi, kvadratnim prezbiterijem z apsido in triladijsko kripto.
Osnovna postavitev ladje z ozkimi stranskimi hodniki očitno izvira iz 10. stoletja. Glede na raziskave, ki temeljijo na arheoloških raziskavah Vratislavovega obdobja Ivana Borkovskega, bi morali biti apsida stene, deli ladje in nekoliko mlajši prizidek južne kapele namenjeni sveti Ljudmili. Že od 10. stoletja, od obnove po ustanovitvi samostana, pa je bila verjetno zidana ladja kora na zahodu. Novejše arheološke raziskave podpirajo starejše sklepe Josefa Cibulke in Anežke Merhavtove, da so nadzemni zidovi nastali po požaru leta 1142, čeprav posnemajo izvirne stavbe.  Nato so se pojavile tudi arkadne galerije nad prehodi.

### Zunanjost
Baročna fasada je bila zgrajena v poznem 17. stoletju in je verjetno delo italijanskega arhitekta Francesca Carattija. Kipi na fasadi so delo Jana Jiřija Bendla. Na levi je kip princese Mlade, ki ima krono kot simbol, da bi morala imeti kot opatinja samostana svetega Jurija v poznejši dobi pravico do krone češke kraljice. Na desni strani je kip Vratislava I., ki kot ustanovitelj drži model cerkve. V ščitu je relief sv. Jurija v boju z zmajem. Pod njim sta monogram S. G. (Sanctus Georgius) in še nižje med kipi zavajajoče polje (pobarvano v tehniki [[trompe l'oeil]). V letih 1718–1722 je pomemben češki arhitekt František Maxmilián Kaňka ustvaril kapelo sv. Janeza Nepomuka. Kip svetnika z angeli je delo Ferdinanda Brokoffa. Današnji videz, ki ustreza obliki bazilike iz 12. stoletja, je bazilika dobila v letih 1888–1918 s pomembnim purističnim arhitektom Ludvikom Láblerjem.

### Notranjost
Na glavnem oltarju je Jan Jiří Heinsch v 80. letih 17. stoletja naslikal Vnebovzetje. Kapela sv. Ljudmile in del stenskih poslikav izvirata iz 12. stoletja. Ohranjene so stenske poslikave nebeškega Jeruzalema in slike Jezusa, Marije in sv. Janeza Evangelista na oboku prezbiterija v Marijini kapeli in apsidi.

### Kapela svetega Janeza Nepomuka
K zahodni fasadi cerkve so v letih 1717–1722 na pravokotni tloris zgradili baročno kapelo Janeza Nepomuka. Zgrajena je bila, ko je bil kapiteljski upravitelj Filip Spannbrucker , financiral jo je svetovidski kapiteljski dekan Jan Ludvik Steyer, ki je skupaj z opatinjo samostana svetega Jurija Heleno František 11. junija 1717 položil temeljni kamen. Kapelo je posvetil 10. maja 1722 kanonik svetega Vida Jan Rudolf Spork.  Freske v kupoli predstavljajo poveličevanje svetega Janeza Nepomuka in so napačno pripisane Václavu Vavřincu Reinerju, vendar je to le avtor zelo visoke kakovosti glavne oltarne slike svetega Janeza Nepomuka z angelom, ki mu prinaša mučeniško palmo. V manjšem oltarju so v stekleni omari človeške kosti. Ti ostanki so domnevno prineseni iz Rima in pripadajo svetemu Teodorju. 

## Pokopani v baziliki
V sredini glavne ladje pri vhodu v kripto so tri grobnice, z leve strani:
- verjetno prvi princ Jaromir (+ 1035), katerega grob je podložen z baročno masko,
- princ Boleslav II. Pobožni (+ 999 – po mnenju Ivana Borkovskega) in Oldřich (+ 1034 – po mnenju Emanuela Vlčka),
- grob ustanovitelja cerkve, knez Vratislav I. (+ 921), ki je zgrajen iz argilitne plošče in ima podaljšek v obliki hiše z gotskimi slikami (figure in simboli) iz 15. stoletja. Na vzhodni strani hiše je prikazan Vratislav I., ki drži model cerkve in latinski napis: Hic iacet beatus Vratislaus, pater S. Venceslai, fundator hujus ecclesie (v prevodu: Tukaj leži blagoslovljeni Vratislav, oče svetega Venčeslava, ustanovitelja cerkve). Na zahodni strani prikazujejo Mlado, kako predaja škofovsko palico prvemu praškemu škofu Detmarju.

Kapela svete Ljudmile (južno od prezbiterija), ki je bila umorjena na ukaz princese Drahomíre Vikingy Tunine v Gommonu v Tetinu leta 921. Leta 925 so njene ostanke prepeljali v baziliko svetega Jurija. V tretji četrtini 14. stoletja je bila ugotovljena kamnita grobnica, katere avtor je verjetno kipar Parler.

## Galerija
- Pogled iz praške stolnice, 1867
- Pogled iz stolnice, 2005
- Bazilika – vzhodna stran
- Notranjost – Kristus – 1947, delo O. H. Hajka
- Tloris iz leta 1856